# Isabella Bryld Obaze
Isabella Bryld Obaze (Kolding, 30 oktober 2002) is een voetbalspeelster uit Denemarken. Ze speelt als verdediger voor Portland Thorns FC in de NSWL.

## Clubcarrière
Obaze begon met voetballen in de jeugdopleiding van Kolding IF, In het seizoen 2018/19 werd ze overgeheveld naar het eerste elftal en maakte ze hiervoor haar debuut in de Elitedivisionen. In december 2020 maakte ze een transfer naar competitiegenoot HB Køge, waar ze twee jaar als speelster actief was.
In december 2022 tekende Obaze een contract bij de Zweedse club FC Rosengård. Ze maakte haar eerste doelpunt voor de club uit Malmö op 11 november 2023 in een wedstrijd tegen IFK Kalmar.
In januari 2024 werd aangekondigd dat Obaze de overstap maakte naar het Amerikaanse Portland Thorns FC actief in de NSWL.

## Statistieken
| Seizoen | Club               | Land             | Competitie      | Wedstrijden | Doelpunten |
| ------- | ------------------ | ---------------- | --------------- | ----------- | ---------- |
| 2018/19 | Kolding IF         | Denemarken       | Elitedivisionen | 1           | 0          |
| 2019/20 | Kolding IF         | Denemarken       | Elitedivisionen | 16          | 0          |
| 2020/21 | Kolding IF         | Denemarken       | Elitedivisionen | 10          | 0          |
| 2020/21 | HB Køge            | Denemarken       | Elitedivisionen | 12          | 0          |
| 2021/22 | HB Køge            | Denemarken       | Elitedivisionen | 17          | 0          |
| 2022/23 | HB Køge            | Denemarken       | Elitedivisionen | 14          | 0          |
| 2023    | FC Rosengård       | Zweden           | Damallsvenskan  | 20          | 1          |
| 2024    | Portland Thorns FC | Verenigde Staten | NSWL            | 13          | 0          |
| 2025    | Portland Thorns FC | Verenigde Staten | NSWL            | 3           | 0          |
| Totaal  | Totaal             | Totaal           | Totaal          | 106         | 1          |

Laatste update: 3 april 2025

## Interlandcarrière
Obaze werd geboren in Denemarken met Nigeriaanse roots. Ze maakte haar debuut voor het Deense nationale team in een vriendschappelijke wedstrijd tegen Italië op 16 februari 2022. Ook kwam ze in vier wedstrijden in de Nations League eind 2023 in actie.